# EDATEL
La Empresa Antioqueña de Telecomunicaciones S.A. E.S.P. (conocida como EDATEL) (BVC:EDATEL) fue una empresa de telecomunicaciones colombiana que operaba en Antioquia, Cesar, Córdoba, Santander y Sucre. La empresa nace de la mano de la empresa concesionaria del ferrocarril de Antioquia, la cual en 1933 obtuvo el permiso del Gobierno colombiano para establecer un sistema alámbrico de comunicaciones a lo largo de su línea férrea. EDATEL hace parte de UNE EPM Telecomunicaciones.

## Reseña histórica
La empresa nace de la mano de la empresa gestora ferrocarril de Antioquia, la cual en 1933 consiguió la autorización del Gobierno para establecer un sistema de comunicaciones alámbrica a lo largo de su línea férrea.
En 1969, se crea Empresas Departamentales de Antioquia -EDA- la cual presta servicios de telefonía y audio-telefonía pública local y de larga distancia. En ese mismo año, le fueron cedidos algunos bienes del ferrocarril de Antioquia como el oleoducto, minas de carbón, cales, entre otros.
En 1994, se establece la obligatoriedad a todas las entidades prestadoras de servicios públicos de transformarse en sociedades de economía mixta o empresas industriales y comerciales del Estado.
La Asamblea Departamental de Antioquia autoriza en 1995 a EDA para convertirse en una sociedad de economía mixta, cuyo objeto principal es la prestación del servicio público de las telecomunicaciones.
En 1996. EDA se convierte en EDATEL S.A. E.S.P., ingresando nuevos socios como EPM, IDEA, BENEDAN Y PROVICA. Es en este periodo dónde la organización comienza a ser regida por la Asamblea General de Accionistas y la Junta Directiva.
En 1997 los fondos de pensiones y cesantía, cooperativas, trabajadores y extrabajadores de la empresa adquieren el 21,04% de las acciones de EDATEL. En este mismo año, se empieza el proceso de transformación empresarial con el fin de convertir a EDATEL en una organización de alto desempeño. En 2002, EDATEL expande sus servicios e incursiona con éxito en el departamento de Córdoba, Sucre y Cesar en donde en su primer año de operación ya cuenta con un buen porcentaje del mercado total de líneas telefónicas de internet a banda ancha y televisión.
En 2011 la empresa es parcialmente adquirida por UNE, esta sigue operando bajo su mismo nombre hasta que en el 2015 la termina de comprar desapareciéndola.
Para 2018, EDATEL cuenta con un portafolio de diversos productos, tanto de telefonía fija como de internet de banda ancha y televisión IPTV. La adquisición por parte de UNE EPM Telecomunicaciones (actualmente Tigo) pretende ampliar aún más su portafolio incluyendo productos como telefonía móvil y ventas de celulares.